# Bataille de Chinsurah
Guerre de Sept Ans
Batailles
- Chandernagor (1757)
- Plassey (1757)
- Gondelour (1758)
- Négapatam (navale) (1758)
- Condore (1758)
- Madras (1758)
- Pondichéry (navale) (1759)
- Masulipatam (1759)
- Chinsurah (1759)
- Wandiwash (1760)
- Pondichéry (1760-1761)

La bataille de Chinsurah est livrée les 24 à 25 novembre 1759 à Chinsurah dans l'état du Bengale-Occidental en Inde entre les troupes de la compagnie anglaise des Indes orientales et les troupes de la compagnie néerlandaise des Indes orientales, sans que la Grande-Bretagne et les Provinces-Unies ne soient en guerre officiellement. 